# ناظم قدسی
ناظم قدسی (به عربی: ناظم القدسی) (متولد ۱۴ فوریه ۱۹۰۶ - متوفی ۶ فوریه ۱۹۹۸) در شهر حلب سوریه از تاریخ ۲۴ سپتامبر ۱۹۴۹ - ۲۷ سپتامبر ۱۹۴۹ تصدی نخست‌وزیری سوریه را برعهده داشت. همچنین وی از تاریخ ۴ ژوئن ۱۹۵۰ - ۲۷ مارس ۱۹۵۱ نخست‌وزیر بود.